# Одеський літературний музей
Одеський літературний музей — один з літературних музеїв України. Розташований в місті Одесі, в колишньому Палаці князів Гагаріних.

## Історія
Літературний музей в Одесі заснували в 1977 р., а офіційно відкрили у 1984 році.
В ніч на 20 липня 2023 року будівля музею була пошкоджена черговим російським ракетним обстрілом Одеси. Міністр культури та інформаційної політики України Олександр Ткаченко заявив, що відомство проводить переговори з міжнародними партнерами щодо першочергової консервації постраждалих музеїв. Також Мінкульт закликає ЮНЕСКО «все ж таки назвати ім'я агресора, вкотре переосмислити його роль у керівних органах організації». ЮНЕСКО засудила напад.

## Експозиція
Експозиція розташована на двох поверхах будівлі. Кількість залів дорівнює 24-м.
Художній образ музею створив художник Анатолій Гайдамака.
Після проведеної реставрації самостійним експонатом стали і оздоби інтер'єрів, ліплення так званих «виноградних кімнат», мисливський кабінет, Золота зала, вестибюль з парадними сходами тощо. В залах з багатими оздобами шафи і стенди розміщені по вісям кімнат з великим відступом від стін і оздоб. Самі книжки, рукописи, газети не досить виграшні експонати (монотонні, пласкі, часто чорно-білі). Тому художник позбавляв зали монотонності, насичуючи їх старими меблями, фото різних розмірів, порожніми рамами від картин, особистими речами письменників (книжкова шафа Міцкевича), якщо вони були в фондах музею. Художник Гайдамака доповнив еклектичні оздоби палацу стінописами, мозаїками, навіть архітектурними гобеленами. Своєрідною метафорою літераторської праці і музейної експозиції Гайдамака зробив стіл письменника. Вони тут різні — від цінних зразків ампіру до дешевих, але меморіально цінних.
У музеї робиться акцент на таких письменниках:
- Олександр Пушкін
- Адам Міцкевич
- Генрі Лонгфелло
- Леся Українка
- Іван Франко
- Бунін Іван Олексійович
- Максим Горький
- Паустовський Костянтин Георгійович
- Бабель Ісак Еммануїлович
- Едуард Багрицький
- Юрій Олеша

Стверджується, що дослідники налічують близько трьох сотень імен видатних літераторів, так чи інакше пов'язаних з Одесою. З літераторами другого ряду їх кількість перевищує 600 імен.

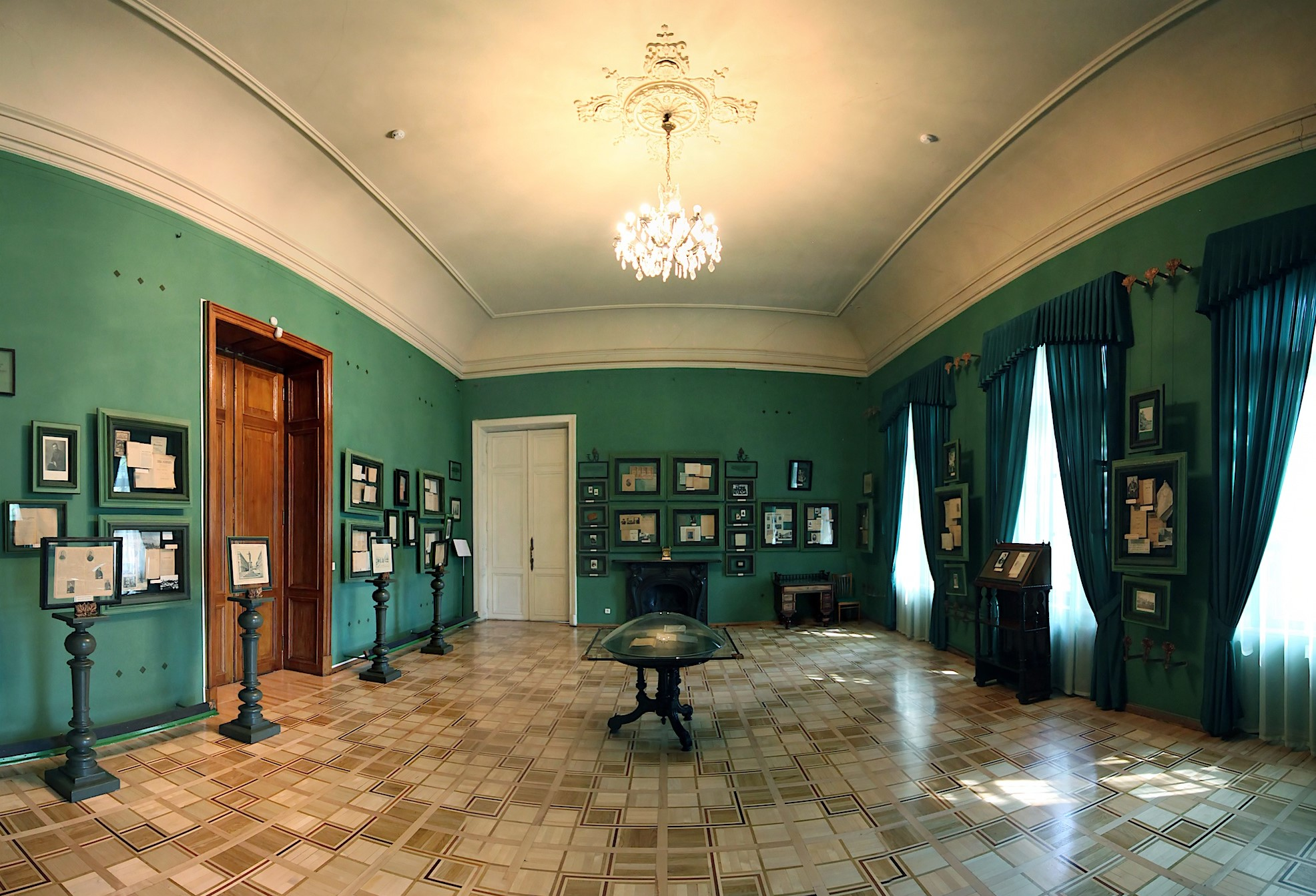
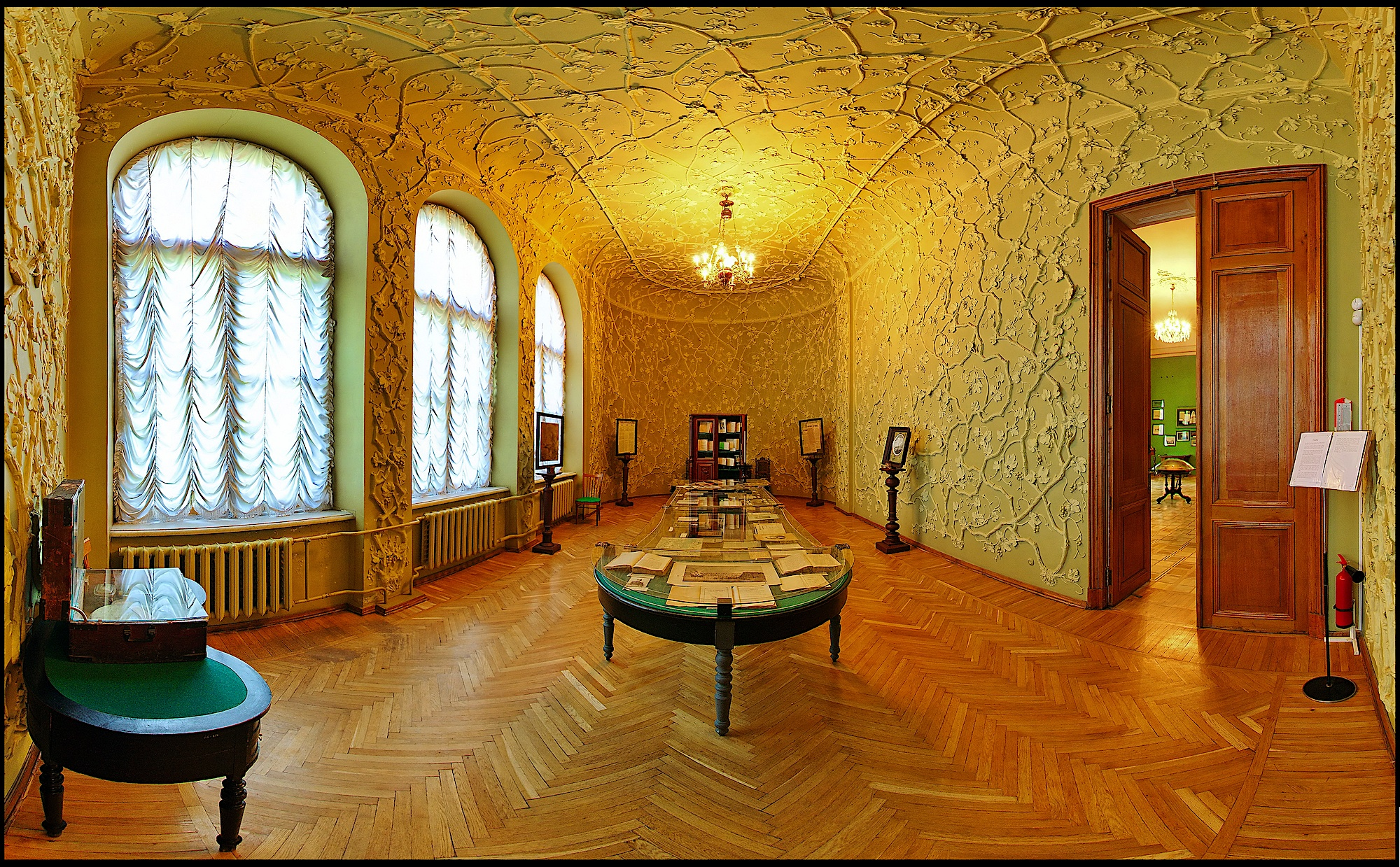
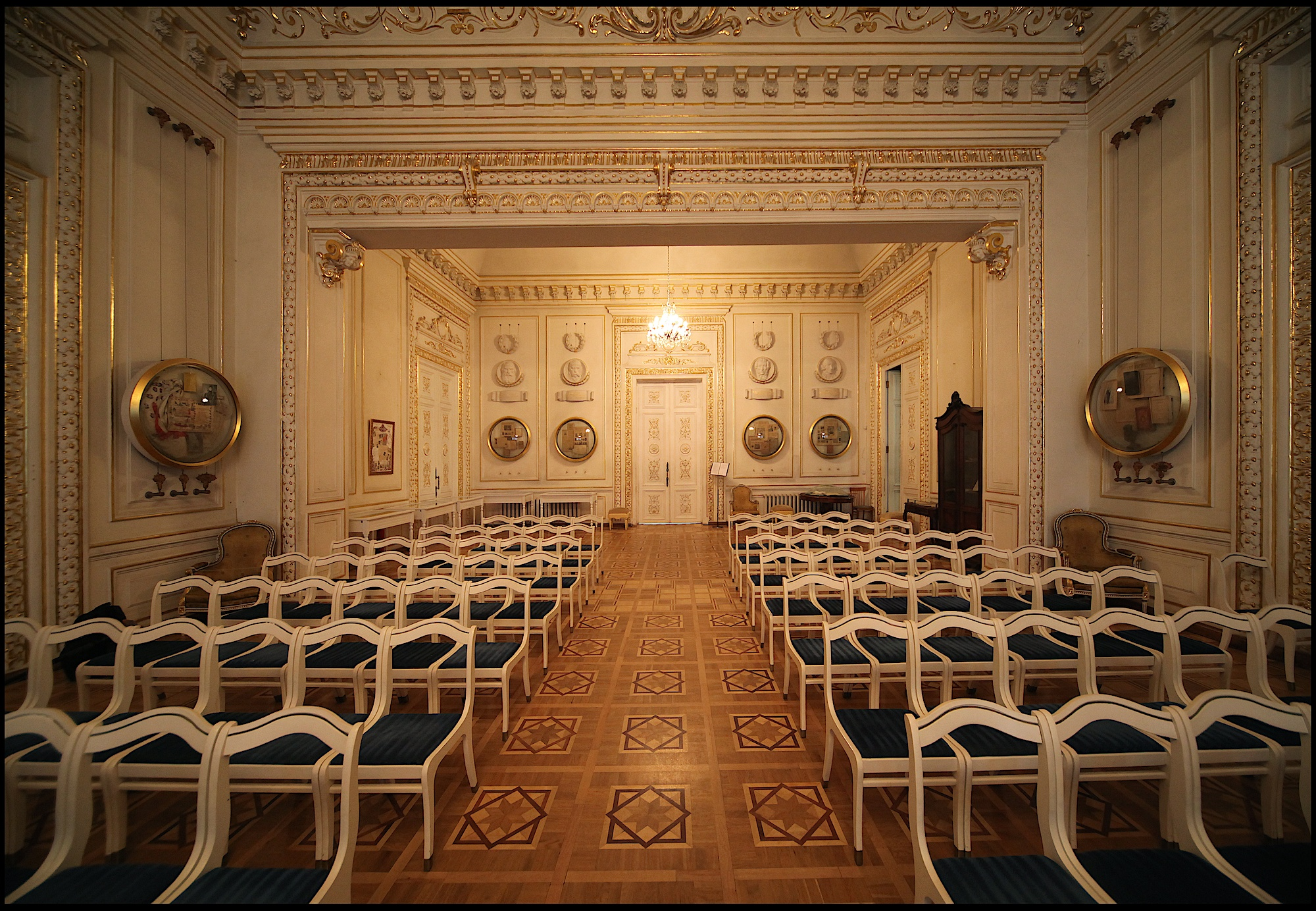
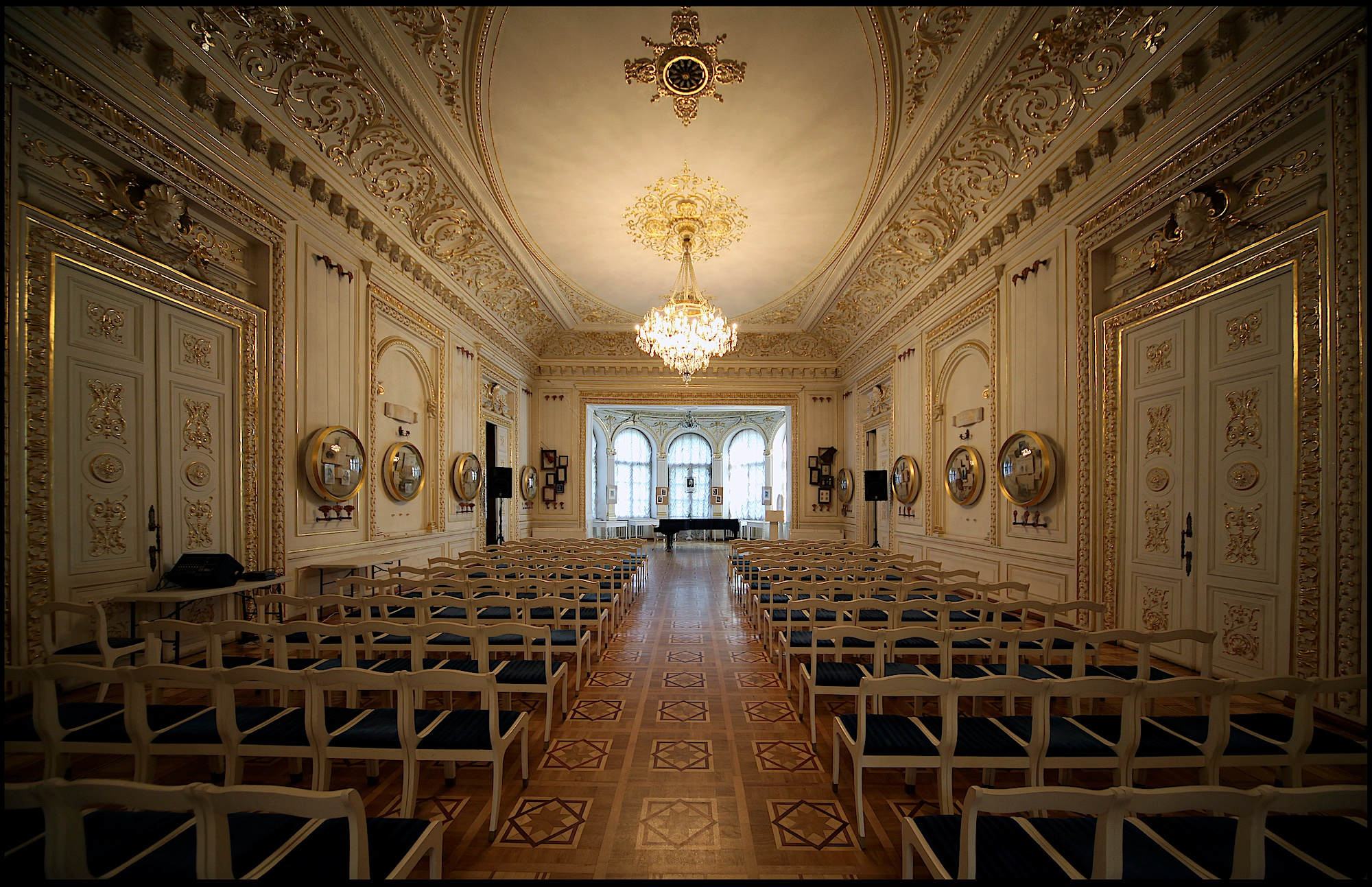
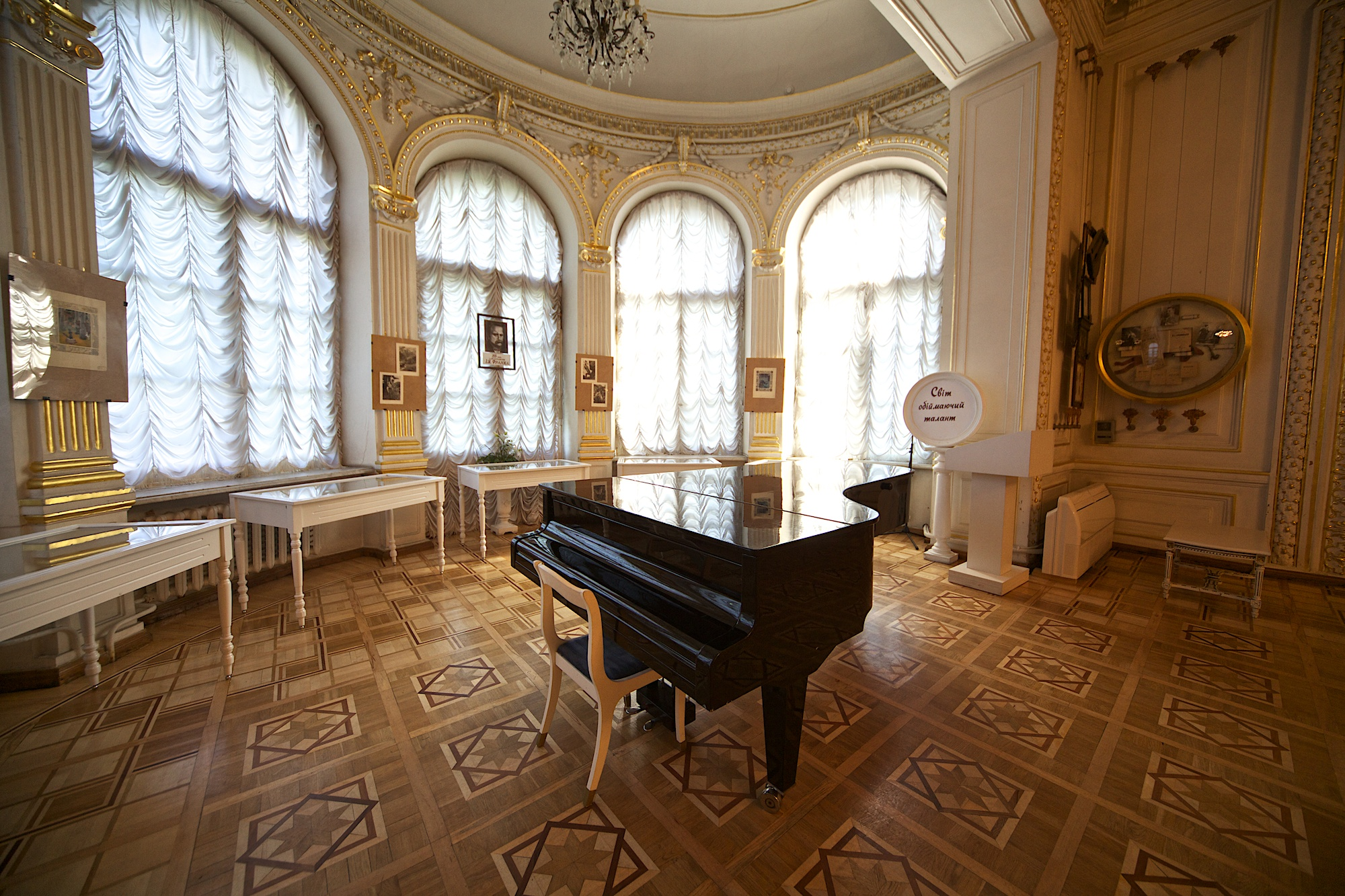
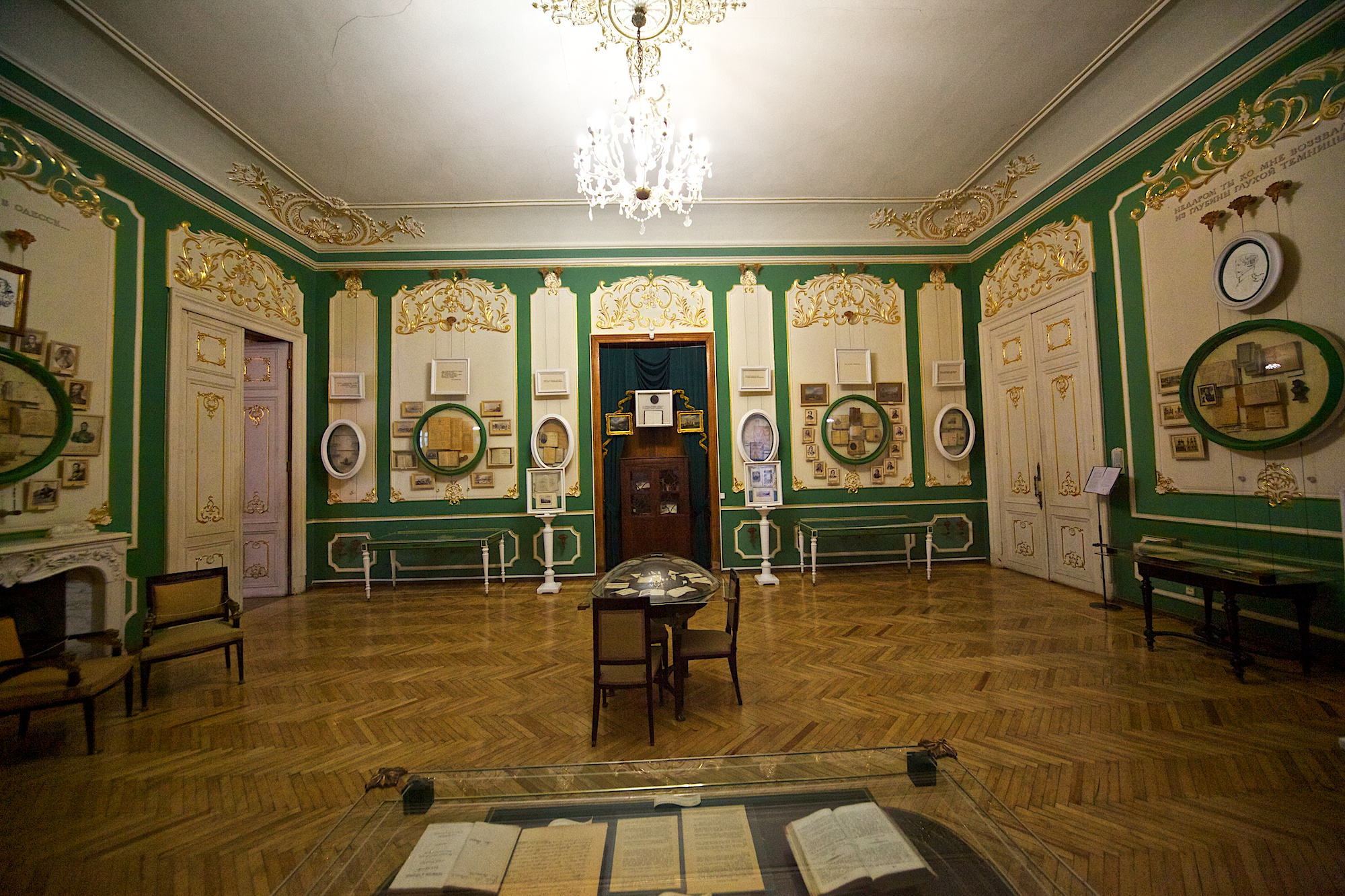
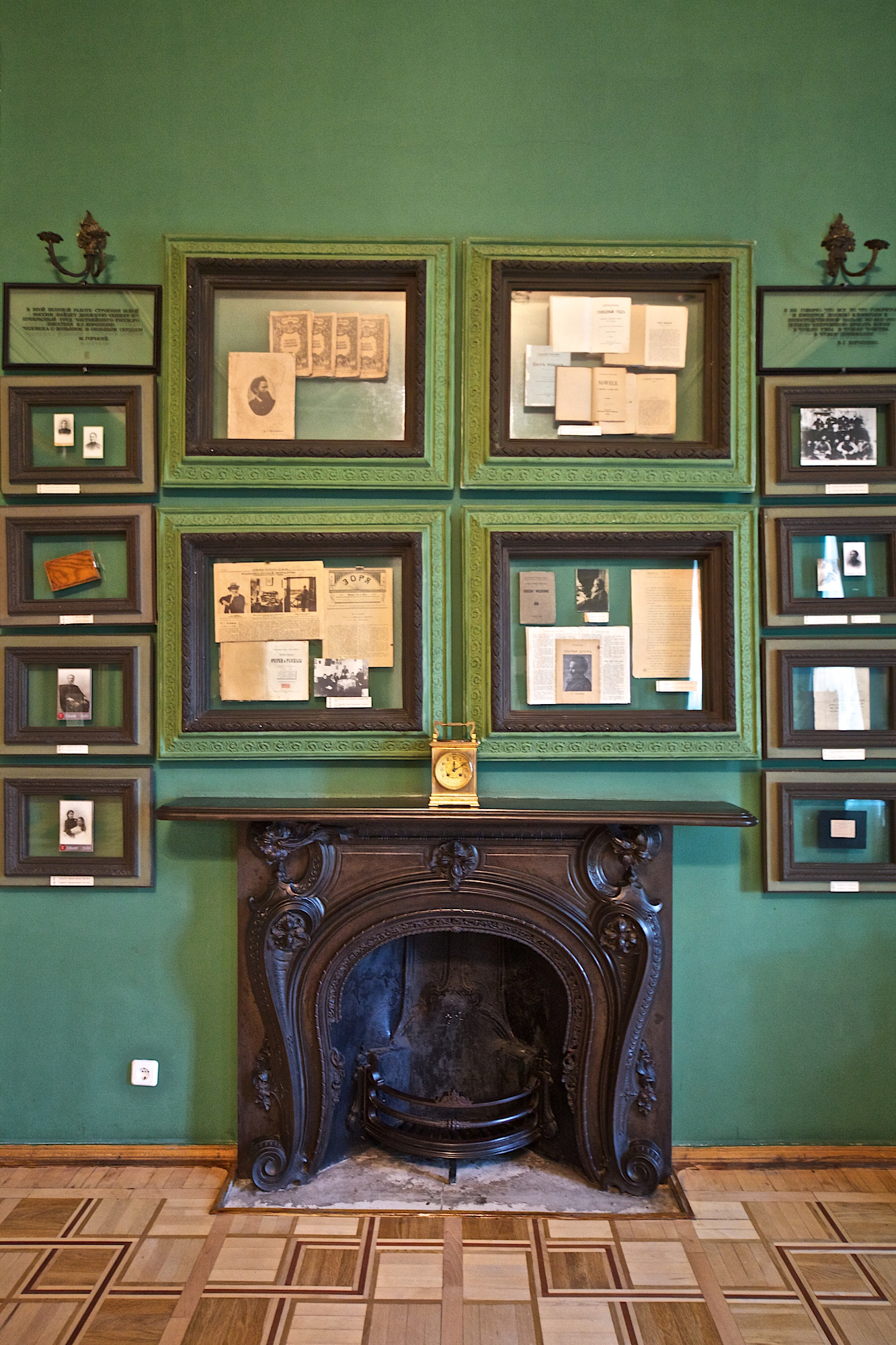
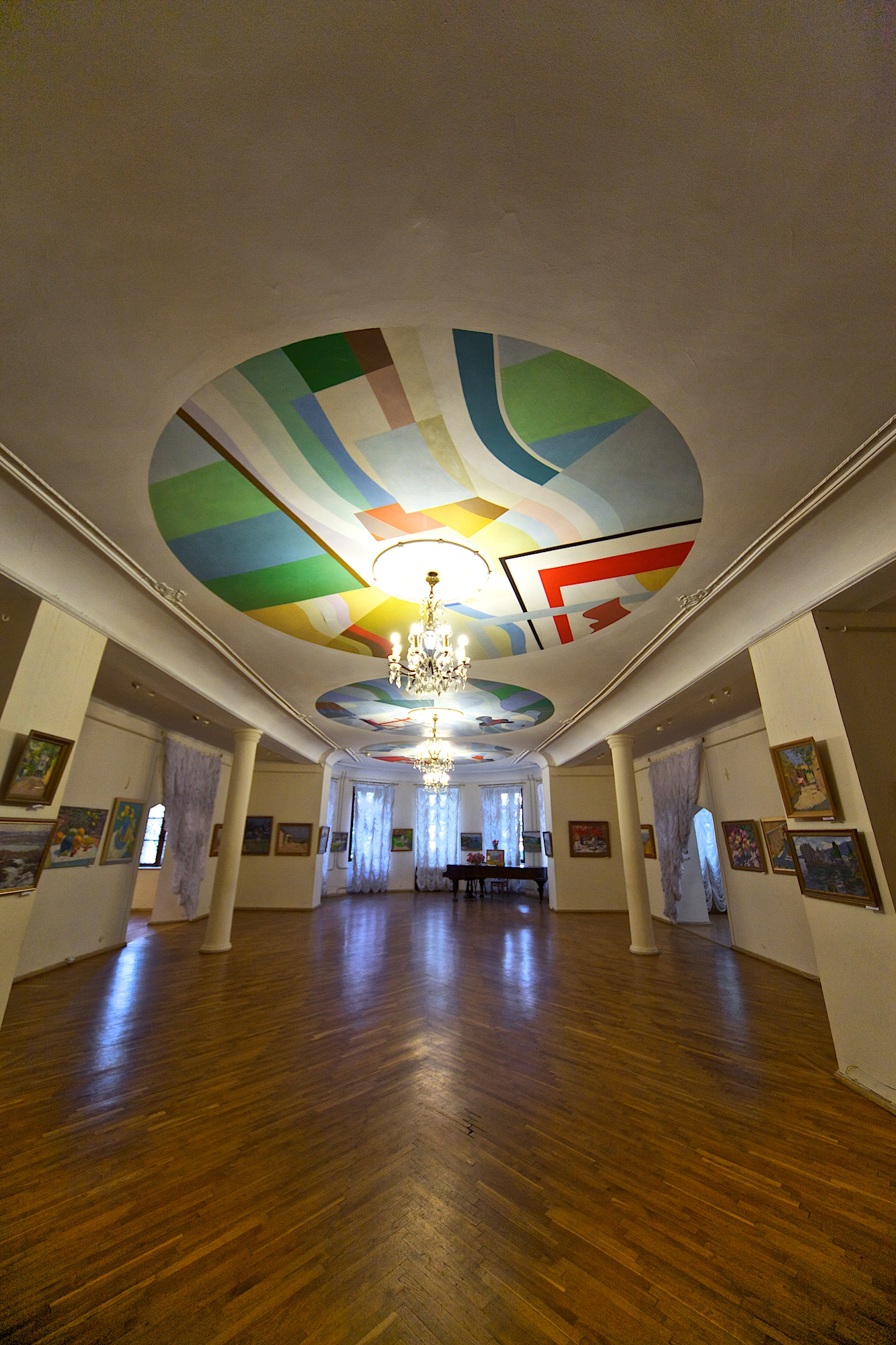

## Філії
Музей має такі філії:
- Музей «Іноземні письменники в Одесі»
- Одеський музей Костянтина Паустовського
- Меморіальний узей Христо Ботева в селі Задунаївка
- Меморіальний музей Степана Олійника в селі Левадівка

## Будівля
Під Літературний музей Одеси в часи СРСР віддали колишній палац князів Гагаріних. Палац побудували в 1850-ті в стилі «вільної південної еклектики» за проектом архітектора Людвига Оттона. Гагаріни в Одесі не мешкали, а здавали будівлю багатіям і заробляли таким чином гроші. Тому зали палацу були оздоблені в пишних історичних стилях або в суміші стилів (тобто еклектики середини ХІХ століття).
У 1898 Міська Дума Одеси орендувала палац у Гагаріних і передала його Одеському літературно-артистичному гуртку, до складу якого входили актори, літератори, музики та художники. Саме тут (за легендою) давав свої концерти Ференц Ліст (1811—1886). Тут читали свої твори письменники та поети (члени гуртка), в тому числі Марко Кропивницький, Іван Бунін (зокрема, він читав саме тут свій переклад поеми Генрі Лонгфелло), Корній Чуковський, Володимир Жаботинський. Пам'ятають зали палацу і велику українську театральну акторку Марію Заньковецьку  — вона виступала тут у 1900 році. Засідання та вечори гуртка проводилися тут до 1903 року.

### Під час російського вторгнення в Україну
31 січня 2025 року, близько 20:00, Росія завдала удару по Одесі балістичними ракетами. За повідомленням голови Одеської обласної військової адміністрації, в результаті вибухів у приміщеннях низки історичних пам'яток, зокрема Одеському літературному музеї, вибиті вікна та пошкодженно фасад будівлі.

## Сад скульптур
Поруч з музеєм знаходиться «Сад скульптур». Він був заснований 1995 року. Автор проєкту і скульптур — Леонід Ліптуга.
Скульптури
1. (1995) «Герою одеських анекдотів Рабиновичу»
2. (1996) «Прийдешньому одеському генієві»
3. (1998) «Ти одесит, Миша» — Михайлу Жванецькому
4. (1999) «Антилопа Гну» — авто марки «Лорен-Дітріх» з персонажами роману «Золоте теля»
5. (2000) «Одеса-Мама»
6. (2001) «Сашка-музикант» — герою оповідання Олександра Купріна «Гамбрінус»
7. (2002) «Шаланди, повнії кефалі»
8. (2003) «Зелений фургон» — героям повісті «Зелений фургон» Олександра Козачинського
9. (2004) «Джинсовий Дюк»
10. (2005) «Невідомому читачеві» — імператриці Катерині
11. (2008) «Мініну і Пожарському Ільфу і Петрову»
12. (2009) «Птах-трійка» — Гоголю
13. (2010) «Час великих очікувань» — Паустовському
14. (2011) «Одеська школа» — присвячений групі письменників: Багрицькому, Інбер, Бабелю, Кірсанову, Олеші і Катаєву
15. (2012) «Золоте серце» — Володимиру Висоцькому
16. (2013) «Срібний вік» — Ахматовій та Цвєтаєвій
17. (2014) «Музейникам Одеси»

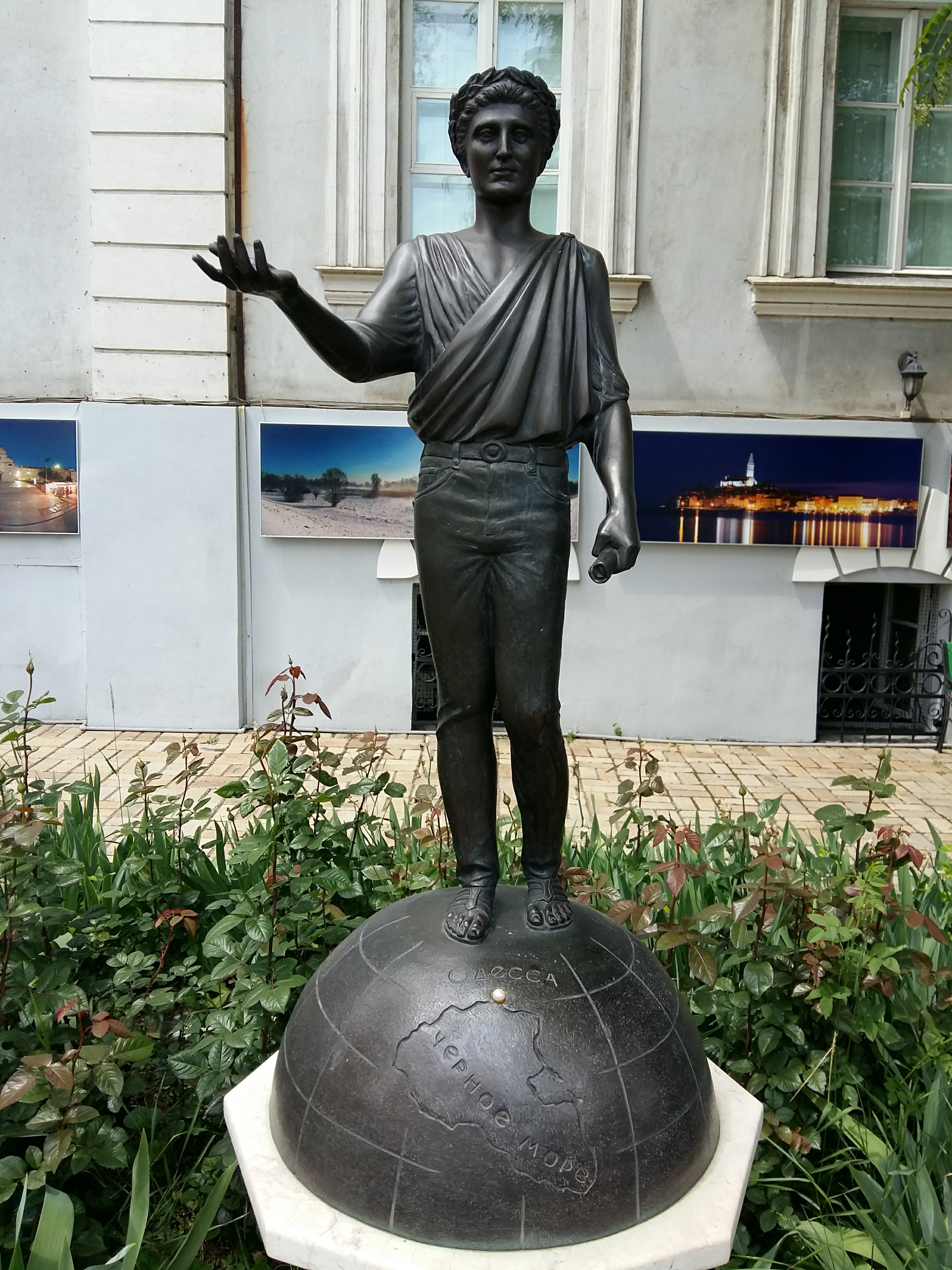
Джинсовий Дюк
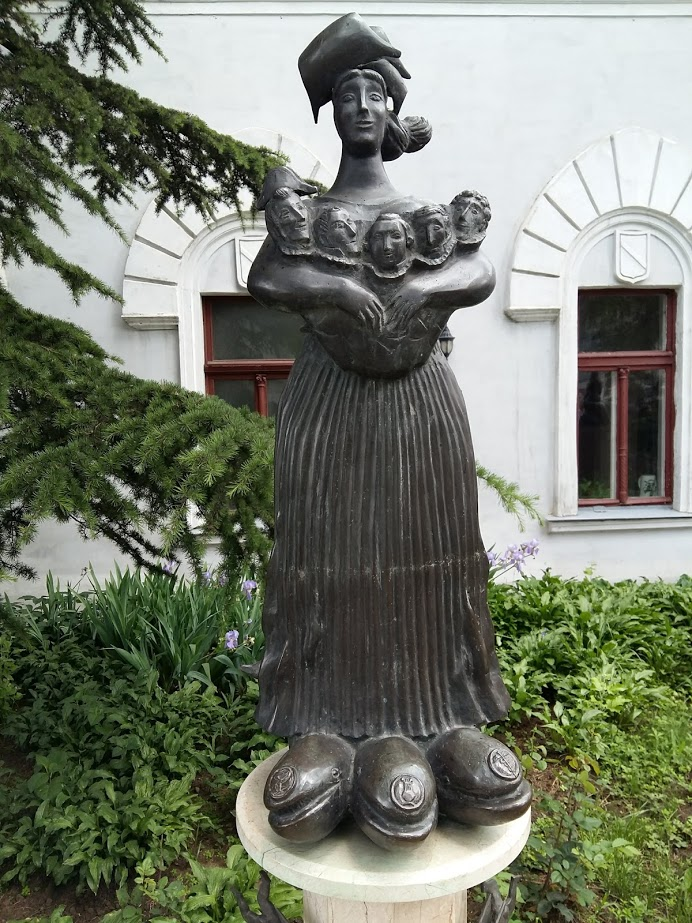
Одеса-Мама
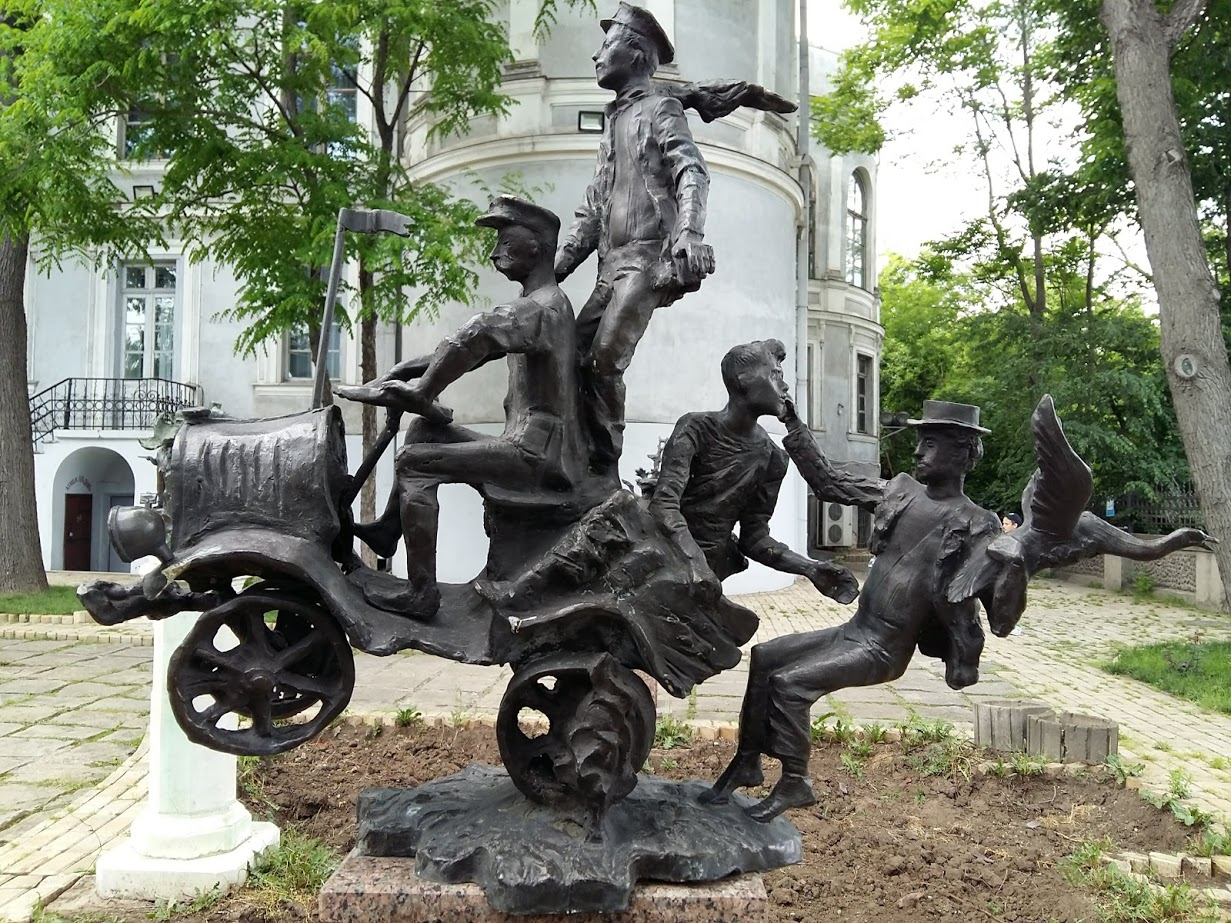
Антилопа-Гну
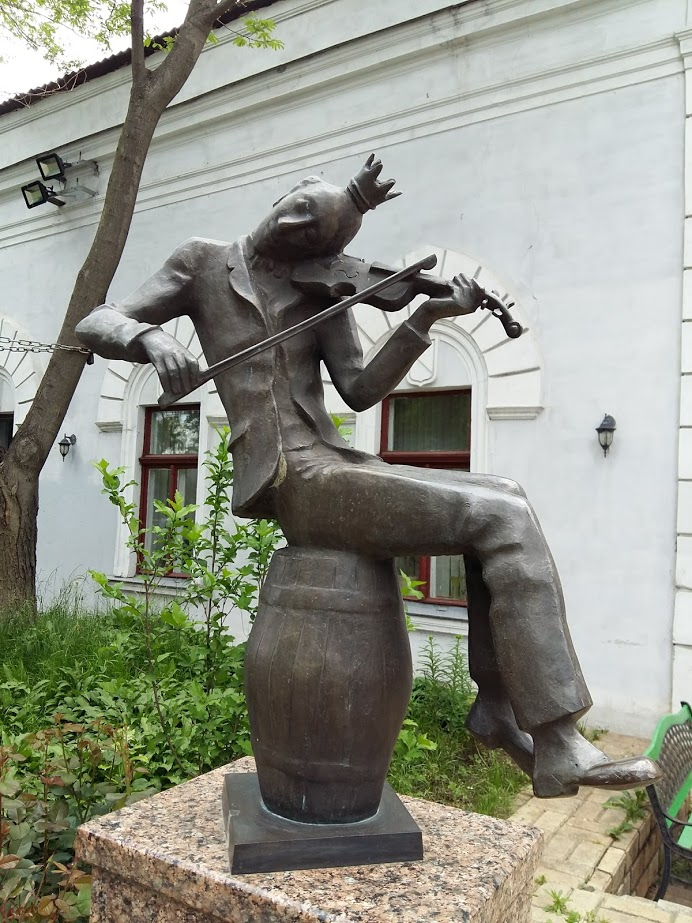
Сашка-музикант
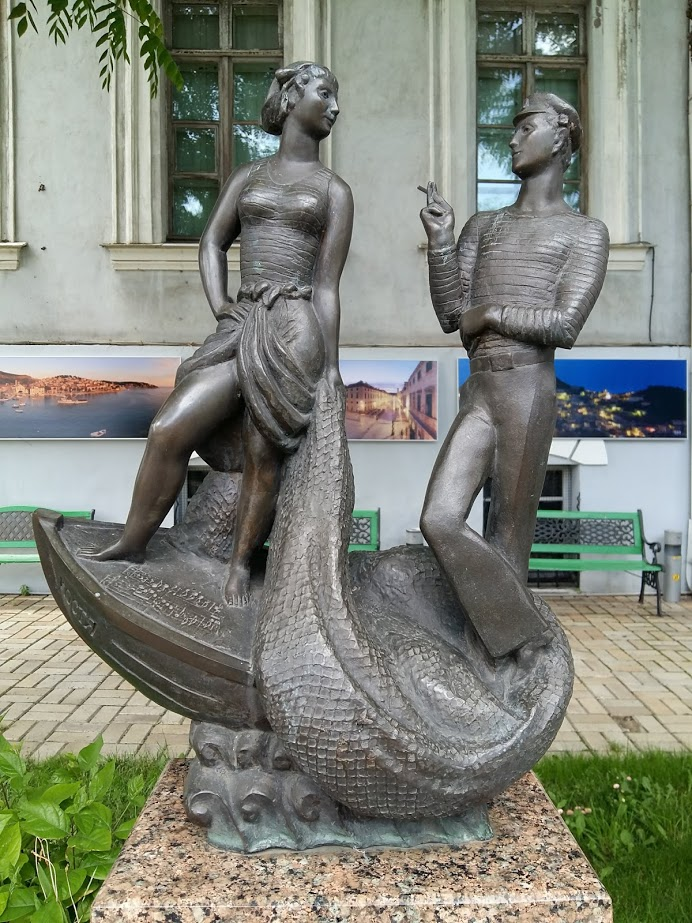
Рибалка Соня і Костя
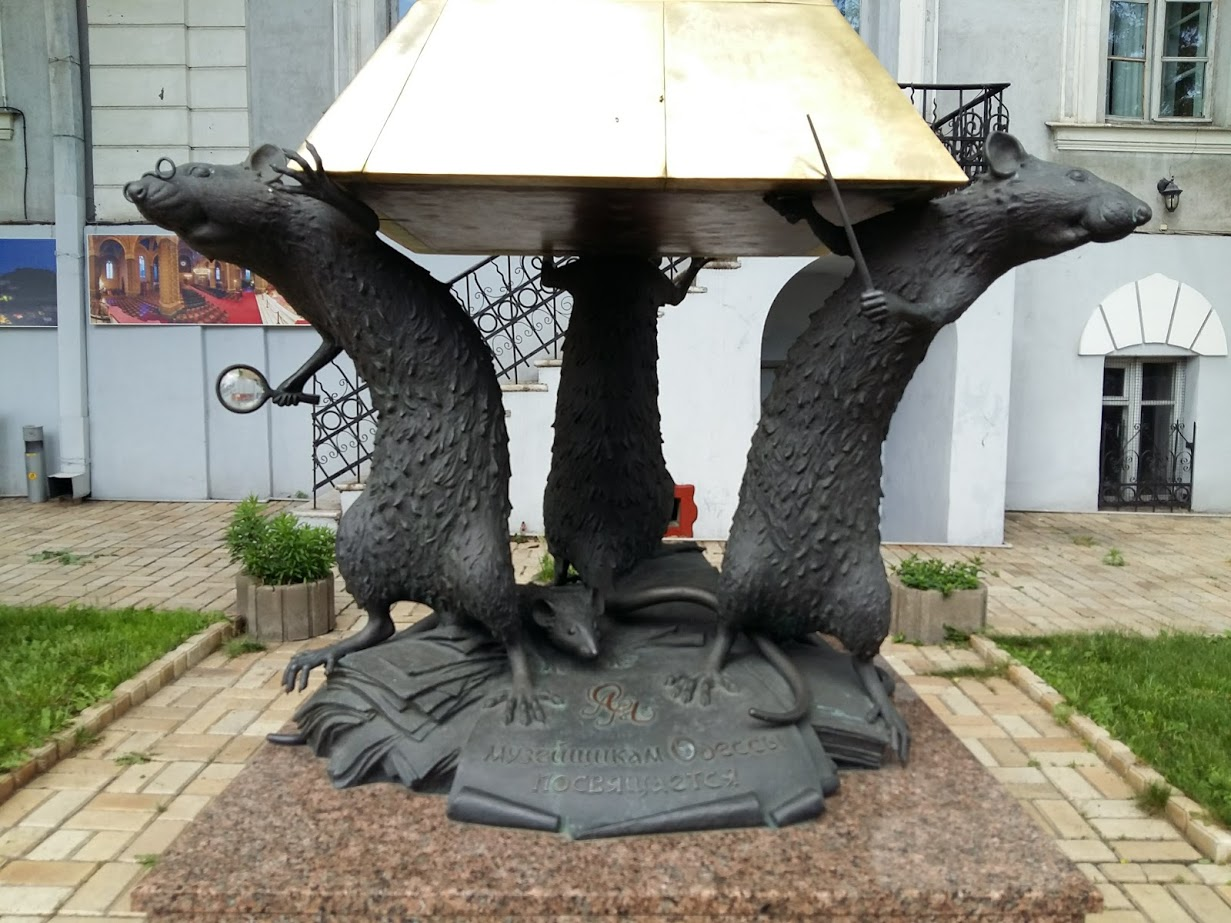
Музейникам Одеси